# Wereldkampioenschappen schaatsen junioren 2009
De Wereldkampioenschappen schaatsen junioren 2009 vonden plaats van 20 tot en met 22 februari op de onoverdekte kunstijsbaan Tor Cos van Zakopane in Polen. Dit was de 38e editie van het WK voor junioren en werd zowel voor jongens als voor meisjes georganiseerd. Het toernooi telde daarnaast ook mee voor de wereldbeker junioren 2008/09.
Naast de allroundtitels voor jongens en meisjes en de wereldtitels in de ploegenachtervolging voor landenteams waren er dit jaar voor het eerst wereldtitels op de afstanden te verdienen. De jongens streden voor de titel op de 2×500, 1000, 1500 en 5000 meter en de meisjes streden voor de titel op de 2× 500, 1000, 1500 en 3000 meter.
| Programma                                                             | Programma                                                                           | Programma                                                                                  |
| vrijdag 20 februari                                                   | zaterdag 21 februari                                                                | zondag 22 februari                                                                         |
| --------------------------------------------------------------------- | ----------------------------------------------------------------------------------- | ------------------------------------------------------------------------------------------ |
| 500 m meisjes (1) * 500 m jongens (1) * 1500 m meisjes 3000 m jongens | 500 m jongens (2) 1000 m meisjes 1500 m jongens 3000 m meisjes ** 5000 m jongens ** | 500 m meisjes (2) 1000 m jongens Ploegenachtervolging meisjes Ploegenachtervolging jongens |

* 1e 500m inclusief de allround deelnemers
** Kwartetstart bij de 3000m meisjes en 5000m jongens.

## Nederlandse deelnemers
Nederland werd bij de meisjes vertegenwoordigd door Roxanne van Hemert (Nederlands kampioen junioren), Jorieke van der Geest en Yvonne Nauta in het allroundtoernooi en ploegenachtervolging en Janine Smit (500m/1000m) en Marit Dekker (500m/1500m) op de afstanden. Bij de jongens vertegenwoordigden Koen Verweij (Nederlands kampioen junioren), Pim Cazemier en Demian Roelofs de Nederlandse driekleur in het allround toernooi en Lucas van Alphen (500m/1000m/1500m) op de afstanden en samen met Cazemier en Verweij bij ploegenachtervolging.

## Medaillewinnaars kampioenschappen
| Discipline | Goud                                                            | Zilver                                                         | Brons                                                       |
| ---------- | --------------------------------------------------------------- | -------------------------------------------------------------- | ----------------------------------------------------------- |
| 500 m      | Mitchell Whitmore                                               | Richard MacLennan                                              | Guillaume Blais-Dufour                                      |
| 1000 m     | Jan Daldossi                                                    | Jonathan Kuck                                                  | Roman Krech                                                 |
| 1500 m     | Pim Cazemier                                                    | Roman Krech                                                    | Jan Daldossi                                                |
| 5000 m     | Koen Verweij                                                    | Brian Hansen                                                   | Jonathan Kuck                                               |
| Allround   | Koen Verweij                                                    | Jonathan Kuck                                                  | Brian Hansen                                                |
| Team       | Nederland Lucas van Alphen Pim Cazemier Koen Verweij            | Duitsland Patrick Beckert Hubert Hirschbichler Niklas Kleyling | Verenigde Staten Laurence Ducker Brian Hansen Jonathan Kuck |
| 500 m      | Olga Fatkulina                                                  | Ahn Jee-min                                                    | Yukina Nishina                                              |
| 1000 m     | Roxanne van Hemert                                              | Hege Bøkko                                                     | Olga Fatkulina                                              |
| 1500 m     | Roxanne van Hemert                                              | Yvonne Nauta                                                   | Olga Fatkulina                                              |
| 3000 m     | Yvonne Nauta                                                    | Park Do-yeoung                                                 | Roxanne van Hemert                                          |
| Allround   | Roxanne van Hemert                                              | Yvonne Nauta                                                   | Katarzyna Woźniak                                           |
| Team       | Nederland Jorieke van der Geest Roxanne van Hemert Yvonne Nauta | Japan Mai Kiyama Miho Takagi Risa Takayama                     | Zuid-Korea Ahn Jee-min Lim Jung-soo Park Do-yeoung          |

## WK afstanden
500 m jongens
| Rang   | Schaatser              | Land | Punten | Tijd 1 *   | Tijd 2     |
| ------ | ---------------------- | ---- | ------ | ---------- | ---------- |
| Goud   | Mitchell Whitmore      | USA  | 73,120 | 36,44 (1)  | 36,68 (2)  |
| Zilver | Richard MacLennan      | CAN  | 73,780 | 37,15 (4)  | 36,63 (1)  |
| Brons  | Guillaume Blais-Dufour | CAN  | 73,830 | 36,82 (2)  | 37,01 (4)  |
| 4      | Roman Krech            | KAZ  | 73,920 | 37,03 (3)  | 36,89 (3)  |
| 5      | Daniel Gwadera         | POL  | 74,220 | 37,19 (9)  | 37,03 (5)  |
| 6      | Artur Nogal            | POL  | 74,510 | 37,33 (12) | 37,18 (6)  |
| 7      | William Dutton         | CAN  | 74,630 | 37,26 (10) | 37,37 (8)  |
| 8      | Matthew Shanahan       | USA  | 74,720 | 37,16 (8)  | 37,56 (9)  |
| 9      | Aleksei Bondartsjuk    | KAZ  | 74,790 | 37,45 (17) | 37,34 (7)  |
| 10     | Hiroaki Hara           | JPN  | 74,910 | 37,10 (5)  | 37,81 (13) |
|        |                        |      |        |            |            |
| 18     | Lucas van Alphen       | NED  | 76,670 | 38,29 (32) | 38,38 (17) |

500 m meisjes
| Rang   | Schaatsster       | Land | Punten | tijd 1 *   | tijd 2     |
| ------ | ----------------- | ---- | ------ | ---------- | ---------- |
| Goud   | Olga Fatkulina    | RUS  | 80,080 | 40,23 (1)  | 39,85 (1)  |
| Zilver | Ahn Jee-min       | KOR  | 80,710 | 40,36 (2)  | 40,35 (2)  |
| Brons  | Yukina Nishina    | JPN  | 81,250 | 40,52 (3)  | 40,73 (3)  |
| 4      | Marit Dekker      | NED  | 81,710 | 40,72 (4)  | 40,99 (4)  |
| 5      | Yvonne Daldossi   | ITA  | 81,740 | 40,73 (5)  | 41,01 (5)  |
| 6      | Katja Franzen     | GER  | 81,840 | 40,81 (7)  | 41,03 (6)  |
| 7      | Ayaka Sato        | JPN  | 81,900 | 40,85 (8)  | 41,05 (7)  |
| 8      | Janine Smit       | NED  | 82,330 | 41,08 (13) | 41,25 (8)  |
| 9      | Jekaterina Ajdova | KAZ  | 82,460 | 40,79 (6)  | 41,67 (11) |
| 10     | Hege Bøkko        | NOR  | 82,520 | 41,22 (15) | 41,30 (10) |

1000 m jongens
| Rang   | Schaatser           | Land | Tijd    |
| ------ | ------------------- | ---- | ------- |
| Goud   | Jan Daldossi        | ITA  | 1.12,35 |
| Zilver | Jonathan Kuck       | USA  | 1.12,43 |
| Brons  | Roman Krech         | KAZ  | 1.12,70 |
| 4      | Mitchell Whitmore   | USA  | 1.12,80 |
| 5      | Longjiang Sun       | CHN  | 1.12,93 |
| 6      | Richard MacLennan   | CAN  | 1.12,97 |
| 7      | Brian Hansen        | USA  | 1.13,31 |
| 8      | Fjodor Mezentsev    | KAZ  | 1.13,61 |
| 9      | Aleksei Bondartsjuk | KAZ  | 1.13,94 |
| 10     | Ha Hong-seon        | KOR  | 1.14,04 |
|        |                     |      |         |
| 11     | Lucas van Alphen    | NED  | 1.14,65 |

1000 m meisjes
| Rang   | Schaatser             | Land | Tijd    |
| ------ | --------------------- | ---- | ------- |
| Goud   | Roxanne van Hemert    | NED  | 1.20,55 |
| Zilver | Hege Bøkko            | NOR  | 1.20,63 |
| Brons  | Olga Fatkulina        | RUS  | 1.20,73 |
| 4      | Karolína Erbanová     | CZE  | 1.21,24 |
| 5      | Ahn Jee-min           | KOR  | 1.21,94 |
| 6      | Katarzyna Woźniak     | POL  | 1.22,10 |
| 7      | Yvonne Nauta          | NED  | 1.22,15 |
| 8      | Angelina Gilikova     | RUS  | 1.22,31 |
| 9      | Ida Njatun            | NOR  | 1.22,57 |
| 10     | Janine Smit           | NED  | 1.22,72 |
|        |                       |      |         |
|        | Jorieke van der Geest | NED  | diskw.  |

1500 m jongens
| Rang   | Schaatser              | Land | Tijd    |
| ------ | ---------------------- | ---- | ------- |
| Goud   | Pim Cazemier           | NED  | 1.52,66 |
| Zilver | Roman Krech            | KAZ  | 1.53,21 |
| Brons  | Jan Daldossi           | ITA  | 1.53,26 |
| 4      | Koen Verweij           | NED  | 1.53,52 |
| 5      | Jonathan Kuck          | USA  | 1.53,56 |
| 6      | Brian Hansen           | USA  | 1.54,32 |
| 7      | Guillaume Blais-Dufour | CAN  | 1.54,40 |
| 8      | Ha Hong-seon           | KOR  | 1.54,47 |
| 9      | Demian Roelofs         | NED  | 1.55,08 |
| 10     | Lucas van Alphen       | NED  | 1.55,25 |

1500 m meisjes
| Rang   | Schaatser             | Land | Tijd    |
| ------ | --------------------- | ---- | ------- |
| Goud   | Roxanne van Hemert    | NED  | 2.02,91 |
| Zilver | Yvonne Nauta          | NED  | 2.05,28 |
| Brons  | Olga Fatkulina        | RUS  | 2.05,54 |
| 4      | Karolína Erbanová     | CZE  | 2.06,79 |
| 5      | Miho Takagi           | JPN  | 2.07,00 |
| 6      | Katarzyna Woźniak     | POL  | 2.07,07 |
| 7      | Jorieke van der Geest | NED  | 2.07,30 |
| 8      | Andrea Jirků          | CZE  | 2.07,42 |
| 9      | Park Do-yeoung        | KOR  | 2.07,49 |
| 10     | Ivanie Blondin        | CAN  | 2.07,95 |
|        |                       |      |         |
| 11     | Marit Dekker          | NED  | 2.08,53 |

5000 m jongens
| Rang   | Schaatser             | Land | Tijd    |
| ------ | --------------------- | ---- | ------- |
| Goud   | Koen Verweij          | NED  | 6.47,54 |
| Zilver | Brian Hansen          | USA  | 6.51,80 |
| Brons  | Jonathan Kuck         | USA  | 6.52,81 |
| 4      | Pim Cazemier          | NED  | 6.53,85 |
| 5      | Patrick Beckert       | GER  | 6.55,78 |
| 6      | Sverre Lunde Pedersen | NOR  | 6.56,78 |
| 7      | Scott Bickerton       | CAN  | 6.58,64 |
| 8      | Daniel Joseph Nation  | NZL  | 6.58,91 |
| 9      | Longjiang Sun         | CHN  | 7.00,00 |
| 10     | Milan Sáblík          | CZE  | 7.01,70 |
|        |                       |      |         |
| 13     | Demian Roelofs        | NED  | 7.04,09 |

3000 m meisjes
| Rang   | Schaatser             | Land | Tijd    |
| ------ | --------------------- | ---- | ------- |
| Goud   | Yvonne Nauta          | NED  | 4.21,54 |
| Zilver | Park Do-yeoung        | KOR  | 4.24,82 |
| Brons  | Roxanne van Hemert    | NED  | 4.25,98 |
| 4      | Katarzyna Woźniak     | POL  | 4.26,98 |
| 5      | Ivanie Blondin        | CAN  | 4.27,44 |
| 6      | Andrea Jirků          | CZE  | 4.28,33 |
| 7      | Jennifer Bay          | GER  | 4.29,19 |
| 8      | Miho Takagi           | JPN  | 4.30,02 |
| 9      | Jorieke van der Geest | NED  | 4.32,12 |
| 10     | Angelika Golikova     | RUS  | 4.33,02 |

## WK allround

### Jongens
De klasseringen zijn de resultaten onderling in het allroundtoernooi.
| Rang   | Schaatser              | Land | Punten  | 500m       | 3000m        | 1500m        | 5000m        |
| Goud   | Koen Verweij           | NED  | 154,642 | 37,26 (5)  | 3.52,73 (1)  | 1.53,52 (2)  | 6.47,54 (1)  |
| Zilver | Jonathan Kuck          | USA  | 155,160 | 36,99 (2)  | 3.54,22 (3)  | 1.53,56 (3)  | 6.52,81 (3)  |
| Brons  | Brian Hansen           | USA  | 155,639 | 37,15 (4)  | 3.55,22 (4)  | 1.54,32 (4)  | 6.51,80 (2)  |
| 4      | Pim Cazemier           | NED  | 155,656 | 37,78 (10) | 3.53,63 (2)  | 1.52,66 (1)  | 6.53,85 (4)  |
| 5      | Longjiang Sun          | CHN  | 158,048 | 37,38 (6)  | 4.00,89 (8)  | 1.55,56 (9)  | 7.00,00 (8)  |
| 6      | Sverre Lunde Pedersen  | NOR  | 158,257 | 38,18 (16) | 3.59,12 (15) | 1.55,64 (10) | 6.56,78 (5)  |
| 7      | Demian Roelofs         | NED  | 158,550 | 37,76 (9)  | 4.00,13 (6)  | 1.55,08 (7)  | 7.04,09 (11) |
| 8      | Guillaume Blois-Dufour | CAN  | 159,529 | 36,82 (1)  | 4.03,49 (14) | 1.54,40 (5)  | 7.19,95 (16) |
| 9      | Ha Hong-seon           | KOR  | 160,033 | 38,36 (18) | 4.06,16 (21) | 1.54,47 (6)  | 7.04,91 (13) |
| 10     | Milan Sáblík           | CZE  | 160,323 | 38,51 (22) | 4.03,32 (13) | 1.57,27 (19) | 7.01,70 (9)  |

### Meisjes
De klasseringen zijn de resultaten onderling in het allroundtoernooi.
| Rang   | Schaatsster        | Land | Punten  | 500m       | 1500m        | 1000m        | 3000m        |
| ------ | ------------------ | ---- | ------- | ---------- | ------------ | ------------ | ------------ |
| Goud   | Roxanne van Hemert | NED  | 166,425 | 40,85 (3)  | 2.02,91 (1)  | 1.20,55 (1)  | 4.25,98 (3)  |
| Zilver | Yvonne Nauta       | NED  | 167,595 | 41,17 (7)  | 2.05,88 (2)  | 1.22,15 (6)  | 4.21,54 (1)  |
| Brons  | Katarzyna Woźniak  | POL  | 169,492 | 41,59 (10) | 2.07,07 (5)  | 1.22,10 (5)  | 4.26,98 (4)  |
| 4      | Miho Takagi        | JPN  | 169,791 | 49,96 (5)  | 2.07,00 (4)  | 1.22,99 (9)  | 4.30,02 (7)  |
| 5      | Park Do-yeoung     | KOR  | 170,897 | 42,45 (20) | 2.07,49 (8)  | 1.23,63 (12) | 4.24,82 (2)  |
| 6      | Ahn Lee-min        | KOR  | 170,899 | 40,36 (1)  | 2.09,89 (15) | 1.21,91 (4)  | 4.37,73 (12) |
| 7      | Ivanie Blondin     | CAN  | 170,903 | 41,95 (16) | 2.07,95 (9)  | 1.23,46 (11) | 4.27,44 (5)  |
| 8      | Hege Bøkko         | NOR  | 170,958 | 41,22 (8)  | 2.09,12 (12) | 1.20,63 (2)  | 4.38,30 (14) |
| 9      | Angelika Golikova  | RUS  | 171,598 | 41,59 (10) | 2.10,05 (16) | 1.22,31 (7)  | 4.33,02 (8)  |
| 10     | Ida Njatun         | NOR  | 171,821 | 41,91 (15) | 2.09,26 (13) | 1.22,57 (8)  | 4.33,24 (9)  |

## Ploegenachtervolging

### Jongens
De ploegenachtervolging voor jongens werd over acht ronden verreden. De twee landen met de snelste tijden streden om goud en zilver, de landen met de derde en vierde tijd streden om het brons.
Kwalificatie
| Rit | Team I         | Tijd         | Tijd         | Team O                |
| --- | -------------- | ------------ | ------------ | --------------------- |
| 1   | Team Polen     | 4.07,00 (7)  | 4.03,00 (3)  | Team Italië           |
| 2   | Team Duitsland | 4.02,68 (2)  | 4.10,16 (11) | Team Kazachstan       |
| 3   | Team Finland   | 4.21,65 (13) | 4.28,83 (14) | Team Roemenië         |
| 4   | Team Japan     | 4.09,42 (10) | 4.10,62 (12) | Team China            |
| 5   | Team Rusland   | 4.07,04 (8)  | 4.05,88 (6)  | Team Zuid-Korea       |
| 6   | Team Noorwegen | 4.03,39 (5)  | 4.07,40 (9)  | Team Canada           |
| 7   | Team Nederland | 4.00,91 (1)  | 4.03,32 (4)  | Team Verenigde Staten |

Finales
| Rit | Team I         | Tijd    | Tijd    | Team O                |
| --- | -------------- | ------- | ------- | --------------------- |
| 1   | Team Italië    | 4.06,29 | 4.01,16 | Team Verenigde Staten |
| 2   | Team Nederland | 3.59,21 | 4.05,39 | Team Duitsland        |

### Meisjes
De ploegenachtervolging voor meisjes werd over zes ronden verreden. De twee landen met de snelste tijden streden om goud en zilver, de landen met de derde en vierde tijd streden om het brons.
Kwalificatie
| Rit | Team I          | Tijd         | Tijd         | Team O                |
| --- | --------------- | ------------ | ------------ | --------------------- |
| 1   | Team Finland    | 3.38,11 (14) | 3.36,06 (13) | Team Roemenië         |
| 2   | Team Italië     | 3.29,61 (12) | 3.28,20 (10) | Team Verenigde Staten |
| 3   | Team Kazachstan | 3.26,43 (8)  | 3.21,08 (6)  | Team Polen            |
| 4   | Team China      | 3.28,90 (11) | 3.20,37 (4)  | Team Duitsland        |
| 5   | Team Canada     | 3.24,05 (7)  | 3.19,84 (3)  | Team Zuid-Korea       |
| 6   | Team Japan      | 3.19,45 (2)  | 3.27,82 (9)  | Team Noorwegen        |
| 7   | Team Nederland  | 3.17,18 (1)  | 3.20,46 (5)  | Team Rusland          |

Finales
| Rit | Team I          | Tijd    | Tijd    | Team O         |
| --- | --------------- | ------- | ------- | -------------- |
| 1   | Team Zuid-Korea | 3.20,18 | 3.22,30 | Team Duitsland |
| 2   | Team Nederland  | 3.16,30 | 3.19,86 | Team Japan     |